# Castillo de San Francisco de Asís
El Fuerte Villapol o Castillo de San Francisco (de Asís) es un castillo o fuerte militar construido sobre una colina rocosa durante la época colonial localizado en las orillas sur/margen derecha del río Orinoco en el país, a unos 35 km de Ciudad Guayana , en la Parroquia Juan Bautista del municipio Casacoima, Estado Delta Amacuro, al este de la actual Venezuela.

## Historia
Fue el primer fuerte construido sobre las colinas de la margen sur del río Orinoco, como puntos de protección y control de Santo Tomé de Guayana (fundada por Diego de Ordás en 1532, cerca de las bocas del río Caroní, donde se encuentra la actual Puerto Ordaz); se trata de un edificio elevado desde donde se podía avistar los barcos enemigos que llegaban desde el río, ya que en el siglo XVII esta región era surcada y atacada por piratas, aventureros y corsarios en busca de El Dorado.
Su construcción data del siglo XVII entre los años 1678 y 1685 (según Jerónimo Martínez-Mendoza), y se hizo según órdenes del Gobernador Tiburcio de Axpe y Zúñiga, en la parte más estrecha del Orinoco después de Angostura (actual Ciudad Bolívar), hacia el este, como punto estratégico para ejercer control y defender la zona, establecido por Antonio de Berrío, primer gobernador de Guayana.
A su vez, el castillo de San Francisco se decidió protegerlo de piratas y se erigió el Castillo de San Diego de Alcalá, cuya construcción se inició hacia 1747, construido sobre un altozano desde donde se divisa el Castillo de San Francisco.
Este castillo, junto con el de San Diego fueron restaurados bajo el gobierno del general Joaquín Crespo, quien rebautizó al primero como Fuerte Villapol y al segundo como Fuerte Campo Elías, en honor a dos importantes héroes Manuel Villapol y Vicente Campo Elías, respectivamente, nacidos en España, por haber contribuido a la gesta independentista de Venezuela.

## Anécdota
El mapa titulado «Mapa del Orinoco y plano del Castillo de San Francisco de Asís de la Guayana, con proyecto de las obras que se deben ejecutar», el ingeniero Pablo Díaz Fajardo usurpa la autoría intelectual de dicho mapa, cuyo autor fue el padre Joseph Gumilla.

## Galería

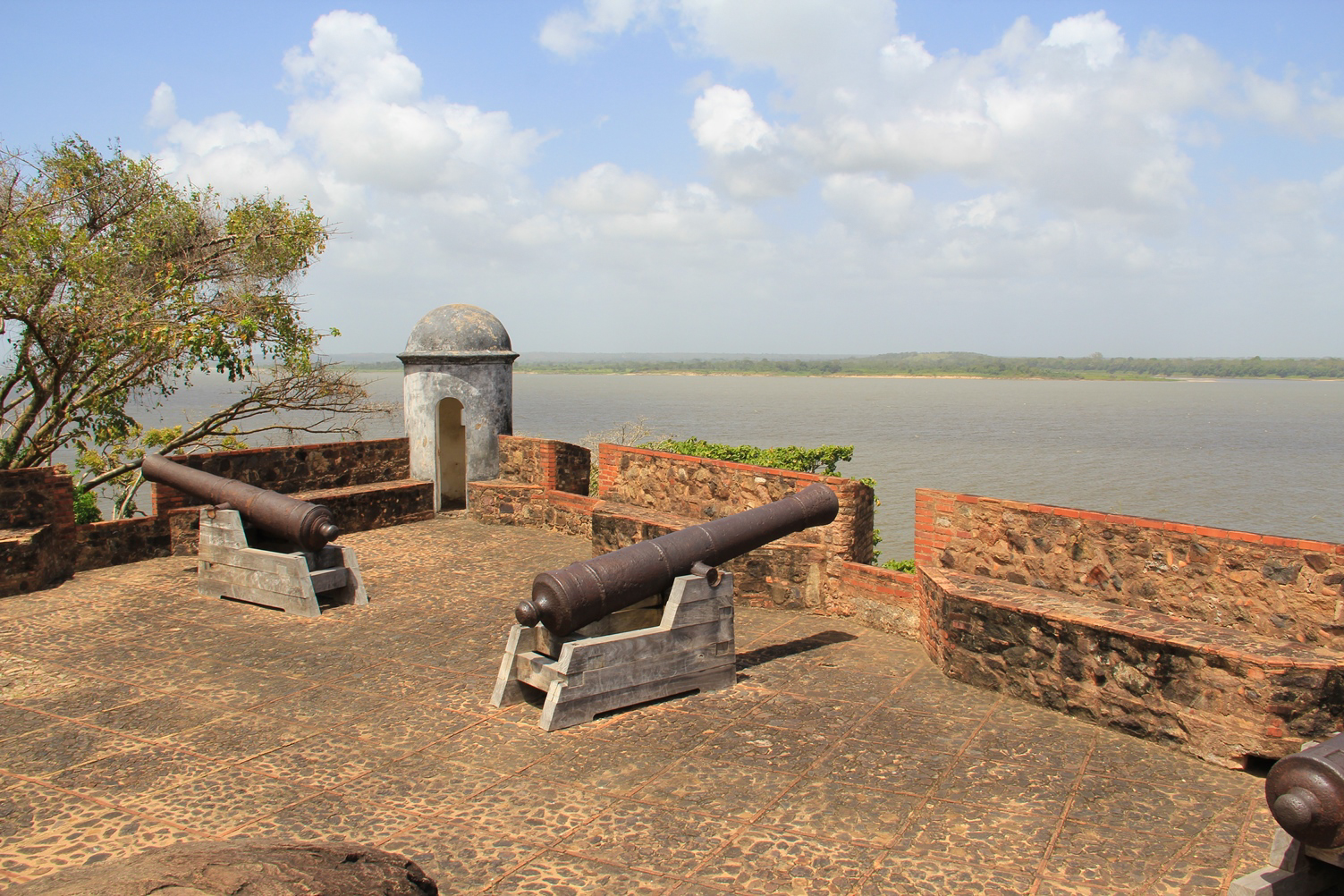
Castillos de Guayana frente al río Orinoco. "Fuerte Villapol"
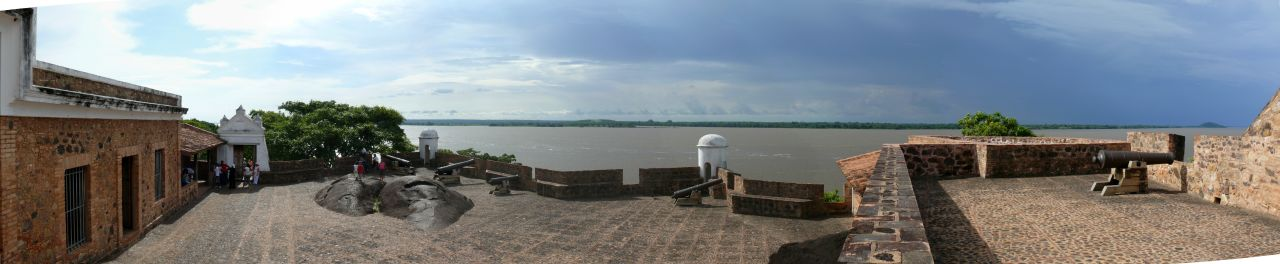
Fortaleza colonial en el río Orinoco, Venezuela
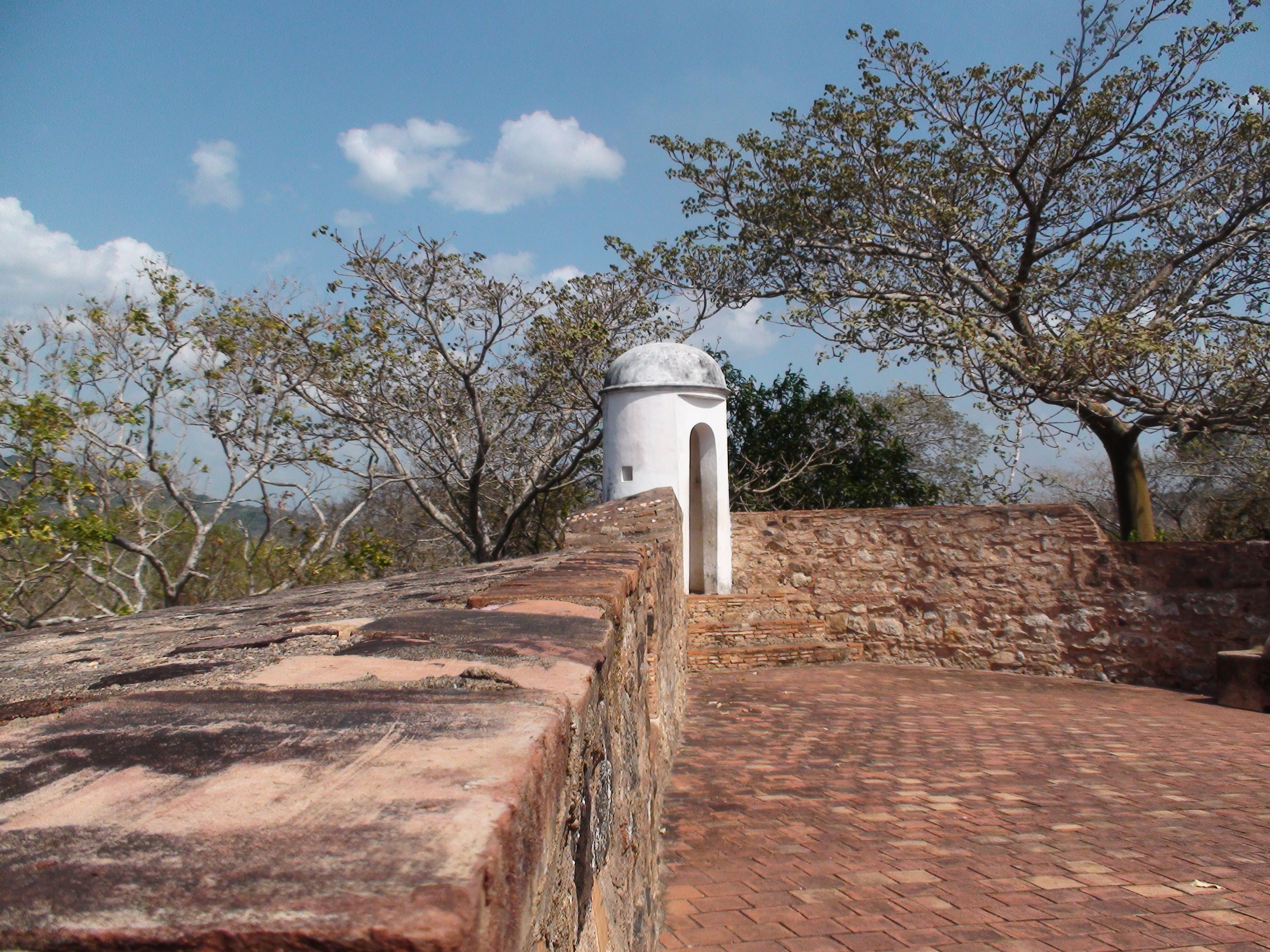
Castillos de Guayana